# Локатело
Локатело (итал. Locatello) је насеље у Италији у округу Бергамо, региону Ломбардија.
Према процени из 2011. у насељу је живело 740 становника. Насеље се налази на надморској висини од 556 м.

## Становништво
Према резултатима пописа становништва 2011. у општини је живело 819 становника.
| 1936. | 1951. | 1961. | 1971. | 1981. | 1991. | 2001. | 2011. |
| ----- | ----- | ----- | ----- | ----- | ----- | ----- | ----- |
| 715   | 786   | 762   | 648   | 691   | 681   | 740   | 819   |